# Pleșoiu (gmina)
Pleșoiu – gmina w Rumunii, w okręgu Aluta. Obejmuje miejscowości Arcești, Arcești-Cot, Cocorăști, Doba, Pleșoiu, Schitu din Deal i Schitu din Vale. W 2011 roku liczyła 3105 mieszkańców.